# 2022 FM12
2022 FM12 est un objet épars découvert en 2022. 
2022 FM12 a un diamètre estimé à environ 186 km, son arc d'observation est de seulement 2 jours, il est donc encore mal connu.